# Sârbi (Galați)
Sârbi ist ein rumänisches Dorf im Kreis Galați und ist Teil der Gemeinde Nicorești.
Der Name des Dorfes Sârbi ist bedeutungsgleich mit der rumänischen Bezeichnung für die Serben. 

## Lage

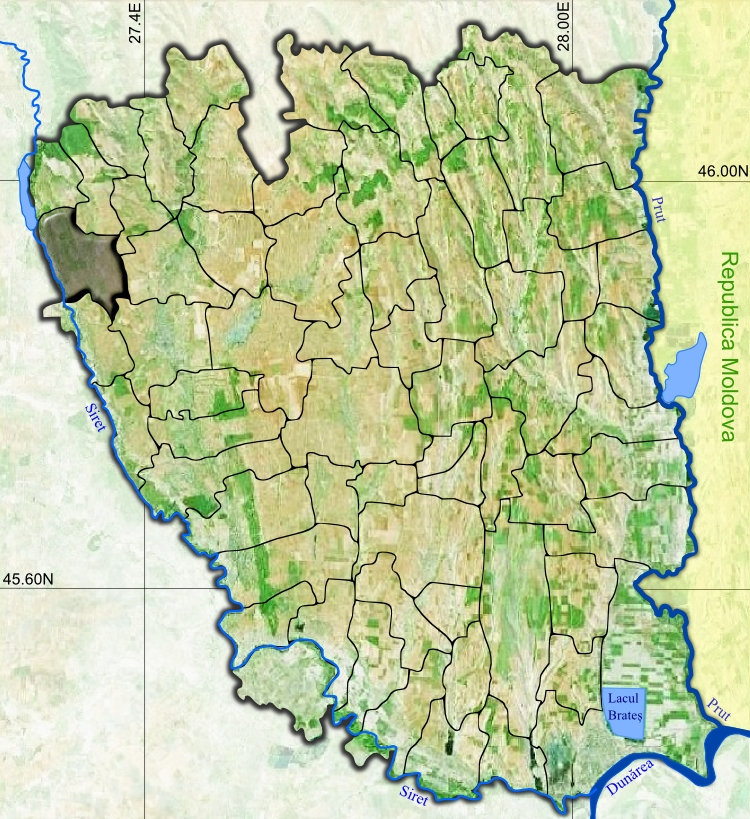
Lage der Gemeinde Nicorești im Kreis Galați

Das Dorf liegt auf einer Höhe von etwa 97 Metern über dem Meeresspiegel und ca. 15 Kilometer von der Stadt Tecuci entfernt.